# Primera División 2001/02
Die Primera División 2001/02 war die 71. Spielzeit der höchsten spanischen Fußballliga. Sie startete am 25. August 2001 und endete am 11. Mai 2002.
FC Valencia wurde zum fünften Mal spanischer Meister.

## Vor der Saison
- Als Titelverteidiger ging der 28-malige Meister Real Madrid ins Rennen. Letztjähriger Vizemeister wurde Deportivo La Coruña.
- Aufgestiegen aus der Segunda División sind FC Sevilla, Betis Sevilla und CD Teneriffa.

## Vereine
| Verein              | Stadt                  | Stadion                           |
| ------------------- | ---------------------- | --------------------------------- |
| FC Barcelona        | Barcelona              | Camp Nou                          |
| Espanyol Barcelona  | Barcelona              | Olympiastadion Barcelona          |
| Athletic Bilbao     | Bilbao                 | Estadio San Mamés                 |
| Deportivo La Coruña | La Coruña              | Estadio Riazor                    |
| UD Las Palmas       | Las Palmas             | Estadio Insular                   |
| Real Madrid         | Madrid                 | Estadio Santiago Bernabéu         |
| Rayo Vallecano      | Madrid                 | Estadio Teresa Rivero             |
| CD Málaga           | Málaga                 | Estadio La Rosaleda               |
| RCD Mallorca        | Palma de Mallorca      | Estadi de Son Moix                |
| CA Osasuna          | Pamplona               | Estadio El Sadar                  |
| Real Sociedad       | San Sebastián          | Estadio Anoeta                    |
| CD Teneriffa        | Santa Cruz de Tenerife | Estadio Heliodoro Rodríguez López |
| Real Saragossa      | Saragossa              | La Romareda                       |
| Betis Sevilla       | Sevilla                | Estadio Manuel Ruiz de Lopera     |
| FC Sevilla          | Sevilla                | Estadio Ramón Sánchez Pizjuán     |
| FC Valencia         | Valencia               | Estadio Mestalla                  |
| Real Valladolid     | Valladolid             | Estadio José Zorrilla             |
| Celta Vigo          | Vigo                   | Estadio Balaídos                  |
| FC Villarreal       | Villarreal             | Estadio El Madrigal               |
| Deportivo Alavés    | Vitoria-Gasteiz        | Estadio Mendizorrotza             |

## Abschlusstabelle
| Pl. | Verein              | Sp. | S  | U  | N  | Tore    | Diff. | Punkte |
| --- | ------------------- | --- | -- | -- | -- | ------- | ----- | ------ |
| 1.  | FC Valencia         | 38  | 21 | 12 | 5  | 051:270 | +24   | 75     |
| 2.  | Deportivo La Coruña | 38  | 20 | 8  | 10 | 065:410 | +24   | 68     |
| 3.  | Real Madrid (M)     | 38  | 19 | 9  | 10 | 069:440 | +25   | 66     |
| 4.  | FC Barcelona        | 38  | 18 | 10 | 10 | 065:370 | +28   | 64     |
| 5.  | Celta Vigo          | 38  | 16 | 12 | 10 | 064:460 | +18   | 60     |
| 6.  | Betis Sevilla (N)   | 38  | 15 | 14 | 9  | 042:340 | +8    | 59     |
| 7.  | Deportivo Alavés    | 38  | 17 | 3  | 18 | 041:440 | −3    | 54     |
| 8.  | FC Sevilla (N)      | 38  | 14 | 11 | 13 | 051:400 | +11   | 53     |
| 9.  | Athletic Bilbao     | 38  | 14 | 11 | 13 | 054:660 | −12   | 53     |
| 10. | FC Málaga           | 38  | 13 | 14 | 11 | 044:440 | ±0    | 53     |
| 11. | Rayo Vallecano      | 38  | 13 | 10 | 15 | 046:520 | −6    | 49     |
| 12. | Real Valladolid     | 38  | 13 | 9  | 16 | 045:580 | −13   | 48     |
| 13. | Real Sociedad       | 38  | 13 | 8  | 17 | 048:540 | −6    | 47     |
| 14. | Espanyol Barcelona  | 38  | 13 | 8  | 17 | 047:560 | −9    | 47     |
| 15. | FC Villarreal       | 38  | 11 | 10 | 17 | 046:550 | −9    | 43     |
| 16. | RCD Mallorca        | 38  | 11 | 10 | 17 | 040:520 | −12   | 43     |
| 17. | CA Osasuna          | 38  | 10 | 12 | 16 | 036:490 | −13   | 42     |
| 18. | UD Las Palmas       | 38  | 9  | 13 | 16 | 040:500 | −10   | 40     |
| 19. | CD Teneriffa (N)    | 38  | 10 | 8  | 20 | 032:580 | −26   | 38     |
| 20. | Real Saragossa (P)  | 38  | 9  | 10 | 19 | 035:540 | −19   | 37     |

Platzierungskriterien: 1. Punkte – 2. Direkter Vergleich (Punkte, Tordifferenz, geschossene Tore) – 3. Tordifferenz – 4. geschossene Tore

| (M) | amtierender Meister              |
| (P) | amtierender Pokalsieger          |
| (N) | Neuaufsteiger der letzten Saison |

## Kreuztabelle
| 2001/02             | FC Valencia | Deportivo La Coruña | Real Madrid | FC Barcelona | Celta Vigo | Betis Sevilla | Deportivo Alavés | FC Sevilla | Athletic Bilbao | CD Málaga | Rayo Vallecano | Real Valladolid | Real Sociedad | Espanyol Barcelona | FC Villarreal | RCD Mallorca | CA Osasuna | UD Las Palmas | CD Teneriffa | Real Saragossa |
| ------------------- | ----------- | ------------------- | ----------- | ------------ | ---------- | ------------- | ---------------- | ---------- | --------------- | --------- | -------------- | --------------- | ------------- | ------------------ | ------------- | ------------ | ---------- | ------------- | ------------ | -------------- |
| FC Valencia         |             | 1:0                 | 1:0         | 2:0          | 0:0        | 2:0           | 0:0              | 2:0        | 2:1             | 2:1       | 2:1            | 1:2             | 4:0           | 2:1                | 1:0           | 1:1          | 2:1        | 1:0           | 0:0          | 2:0            |
| Deportivo La Coruña | 1:0         |                     | 3:0         | 2:1          | 2:2        | 2:0           | 0:1              | 1:0        | 1:2             | 2:2       | 1:1            | 4:0             | 3:1           | 3:1                | 0:0           | 5:0          | 5:1        | 1:0           | 3:1          | 1:0            |
| Real Madrid         | 1:0         | 3:1                 |             | 2:0          | 1:1        | 1:1           | 3:1              | 2:1        | 2:0             | 1:1       | 3:1            | 2:2             | 3:1           | 5:1                | 3:0           | 0:0          | 2:1        | 7:0           | 4:1          | 3:1            |
| FC Barcelona        | 2:2         | 3:2                 | 1:1         |              | 2:2        | 3:0           | 3:2              | 3:1        | 1:2             | 5:1       | 1:1            | 4:0             | 2:0           | 2:0                | 4:1           | 3:0          | 0:1        | 1:1           | 2:0          | 2:0            |
| Celta Vigo          | 1:1         | 0:2                 | 0:1         | 2:1          |            | 3:1           | 3:1              | 1:2        | 2:3             | 0:0       | 2:2            | 1:1             | 3:1           | 4:1                | 3:1           | 2:0          | 1:1        | 3:2           | 3:0          | 2:0            |
| Betis Sevilla       | 1:3         | 0:3                 | 3:1         | 2:1          | 4:1        |               | 1:0              | 0:0        | 1:1             | 1:1       | 2:0            | 2:0             | 3:0           | 2:0                | 1:1           | 1:0          | 0:0        | 1:0           | 1:0          | 0:1            |
| Deportivo Alavés    | 1:2         | 2:3                 | 0:0         | 2:0          | 1:0        | 0:1           |                  | 0:1        | 2:3             | 1:0       | 0:1            | 3:1             | 2:0           | 2:1                | 2:1           | 0:4          | 0:2        | 1:0           | 1:0          | 2:1            |
| FC Sevilla          | 1:1         | 0:1                 | 0:1         | 1:2          | 0:1        | 0:0           | 2:0              |            | 3:3             | 0:2       | 2:1            | 4:0             | 0:1           | 3:0                | 1:0           | 2:2          | 0:0        | 1:1           | 2:0          | 4:2            |
| Athletic Bilbao     | 2:2         | 1:1                 | 2:1         | 0:2          | 1:6        | 0:0           | 2:1              | 0:1        |                 | 3:2       | 1:1            | 1:4             | 2:1           | 1:1                | 0:0           | 0:1          | 1:1        | 3:1           | 1:2          | 2:1            |
| CD Málaga           | 0:2         | 1:1                 | 1:1         | 1:1          | 2:2        | 3:2           | 1:0              | 1:3        | 1:2             |           | 0:0            | 1:2             | 1:0           | 2:0                | 2:1           | 0:0          | 2:1        | 1:1           | 2:0          | 2:1            |
| Rayo Vallecano      | 2:1         | 2:1                 | 0:3         | 2:1          | 1:0        | 0:0           | 2:0              | 2:1        | 4:2             | 3:0       |                | 1:0             | 2:1           | 2:2                | 1:2           | 0:2          | 0:1        | 0:0           | 2:0          | 1:2            |
| Real Valladolid     | 1:1         | 3:0                 | 2:1         | 1:2          | 2:4        | 0:2           | 1:3              | 1:1        | 2:0             | 0:0       | 3:1            |                 | 1:3           | 0:1                | 1:0           | 2:1          | 1:0        | 1:0           | 0:0          | 2:0            |
| Real Sociedad       | 2:0         | 1:1                 | 3:0         | 0:2          | 0:0        | 0:0           | 1:2              | 3:3        | 1:3             | 2:1       | 2:2            | 6:0             |               | 1:0                | 2:1           | 1:2          | 2:1        | 1:1           | 0:2          | 3:1            |
| Espanyol Barcelona  | 2:3         | 1:0                 | 2:1         | 2:0          | 2:0        | 1:1           | 1:2              | 2:3        | 2:0             | 1:2       | 3:1            | 1:0             | 1:2           |                    | 3:1           | 2:1          | 1:1        | 3:1           | 2:0          | 2:1            |
| FC Villarreal       | 1:1         | 1:1                 | 2:3         | 0:1          | 2:1        | 1:1           | 1:0              | 0:2        | 5:2             | 1:2       | 1:1            | 2:2             | 1:0           | 1:1                |               | 2:1          | 3:0        | 2:0           | 2:1          | 2:1            |
| RCD Mallorca        | 1:1         | 4:1                 | 1:1         | 0:0          | 0:1        | 1:3           | 0:0              | 0:4        | 3:0             | 1:1       | 3:0            | 2:1             | 0:2           | 2:1                | 0:1           |              | 4:2        | 0:3           | 2:0          | 0:1            |
| CA Osasuna          | 0:0         | 1:3                 | 3:1         | 0:0          | 0:3        | 1:2           | 0:1              | 1:0        | 0:1             | 0:2       | 1:0            | 1:0             | 1:1           | 1:1                | 2:2           | 4:0          |            | 3:2           | 0:2          | 0:0            |
| UD Las Palmas       | 0:1         | 0:1                 | 4:2         | 0:0          | 4:2        | 0:0           | 2:1              | 1:0        | 1:1             | 0:0       | 0:2            | 1:1             | 0:0           | 2:0                | 3:2           | 3:1          | 1:1        |               | 0:1          | 1:1            |
| CD Teneriffa        | 0:1         | 3:1                 | 0:2         | 0:6          | 1:1        | 2:1           | 0:2              | 1:1        | 2:3             | 1:0       | 3:1            | 1:5             | 0:1           | 1:1                | 2:0           | 0:0          | 3:1        | 1:3           |              | 0:0            |
| Real Saragossa      | 0:1         | 1:2                 | 2:1         | 1:1          | 0:1        | 1:1           | 0:2              | 2:2        | 1:1             | 1:1       | 2:2            | 0:2             | 3:2           | 0:0                | 3:2           | 1:0          | 0:1        | 2:1           | 1:1          |                |

## Nach der Saison
Internationale Wettbewerbe
- 1. – FC Valencia – UEFA Champions League
- 2. – Deportivo La Coruña – UEFA Champions League
- 3. – Real Madrid – UEFA Champions League
- 4. – FC Barcelona – UEFA-Champions-League-Qualifikation
- Finalist der Copa del Rey – Celta Vigo – UEFA-Pokal
- 6. – Betis Sevilla – UEFA-Pokal
- 7. – Deportivo Alavés – UEFA-Pokal
- 10. – FC Málaga – UEFA Intertoto Cup
- 15. – FC Villarreal – UEFA Intertoto Cup

Absteiger in die Segunda División
- 18. – UD Las Palmas
- 19. – CD Teneriffa
- 20. – Real Saragossa

Aufsteiger in die Primera División
- Atlético Madrid
- Racing Santander
- Recreativo Huelva

## Pichichi-Trophäe
Die Pichichi-Trophäe wird jährlich für den besten Torschützen der Spielzeit vergeben.
| Pl. | Nat.        | Spieler            | Verein              | Tore |
| --- | ----------- | ------------------ | ------------------- | ---- |
| 1   | Spanien     | Diego Tristán      | Deportivo La Coruña | 20   |
| 2   | Spanien     | Fernando Morientes | Real Madrid         | 18   |
|     | Niederlande | Patrick Kluivert   | FC Barcelona        | 18   |
| 4   | Argentinien | Javier Saviola     | FC Barcelona        | 17   |
|     | Brasilien   | Catanha            | Celta Vigo          | 17   |
|     | Spanien     | Raúl Tamudo        | Espanyol Barcelona  | 17   |

## Die Meistermannschaft des FC Valencia
| 1.          | FC Valencia |
| FC Valencia | - Tor: Santiago Cañizares (32/-); Andrés Palop (7/-) - Abwehr: Curro Torres (34/-); Amedeo Carboni (33/-); Mauricio Pellegrino (30/1); Roberto Ayala (29/2); Carlos Marchena (16/1); Miroslav Đukić (16/-); Fábio Aurélio (15/1); Jocelyn Angloma (3/-); David Navarro (2/-); Javier Garrido (1/-) - Mittelfeld: Francisco Rufete (33/5); Pablo Aimar (33/4); David Albelda (32/2); Vicente (31/1); Kily González (26/3); Rubén Baraja (17/7); Gonzalo de los Santos (13/1); Dennis Șerban (3/-) - Sturm: Mista (26/5); Miguel Ángel Angulo (26/4); Juan Sánchez (25/4); Salva (22/5); John Carew (15/1); Adrian Ilie (10/2); Jandro (1/-) - Trainer: Rafael Benítez |